# Province de Chikugo
Chikugo (筑後国 ; Chikugo no kuni) est une ancienne province du Japon qui correspond à la partie sud de l'actuelle préfecture de Fukuoka, sur l'île de Kyūshū. La province de Chikugo était bordée par les provinces de Hizen, de Chikuzen de Bungo et de Higo.
L'ancienne capitale de la province était située près de la ville moderne de Kurume. Pendant la période Edo, la province était divisée en deux han (fiefs) tenus l'un par le clan Tachibana, l'autre par le clan Arima.